# Bath Corner (Dakota del Sur)
Bath Corner es un lugar designado por el censo ubicado en el condado de Brown en el estado estadounidense de Dakota del Sur. En el Censo de 2010 tenía una población de 49 habitantes y una densidad poblacional de 108,11 personas por km².

## Geografía
Bath Corner se encuentra ubicado en las coordenadas 45°27′46″N 98°19′58″O / 45.46278, -98.33278. Según la Oficina del Censo de los Estados Unidos, Bath Corner tiene una superficie total de 0.45 km², de la cual 0.45 km² corresponden a tierra firme y (0%) 0 km² es agua.

## Demografía
Según el censo de 2010, había 49 personas residiendo en Bath Corner. La densidad de población era de 108,11 hab./km². De los 49 habitantes, Bath Corner estaba compuesto por el 100% blancos, el 0% eran afroamericanos, el 0% eran amerindios, el 0% eran asiáticos, el 0% eran isleños del Pacífico, el 0% eran de otras razas y el 0% pertenecían a dos o más razas. Del total de la población el 0% eran hispanos o latinos de cualquier raza.